# 얀 호이옌
얀 호이옌(Jan van Goyen, 1596년 1월 13일 ~ 1656년 4월 27일)은 네덜란드의 화가이다. 레이던 태생으로, 주로 헤이그에서 제작활동을 계속했다. 에사이어스 반 데어 벨데에게 배웠는데, 1627년부터 고유색(固有色)의 고집을 버리고 갈색이 진한 거의 단색화법으로 볼 수 있는 색조로서 지평선이나 수평선을 낮게 긋고, 광대한 하늘을 희미하게 채우고 있는, 대기에 싸인 저지대의 정밀한 기분을 그려서, 라위스달과 나란히 네덜란드 최대의 풍경화가가 되었다. 《하를렘의 바다》(프랑크푸르트 암 마인)와 《겨울 풍경》(카이제 프리드리히), 《하반(河畔)의 성채(城砦)》(보스턴 미술관) 등의 작품을 남기고 있다.

## 참고 문헌
- 이 문서에는 다음커뮤니케이션(현 카카오)에서 GFDL 또는 CC-SA 라이선스로 배포한 글로벌 세계대백과사전의 내용을 기초로 작성된 글이 포함되어 있습니다.